# La Chapelle-Saint-Martial
La Chapelle-Saint-Martial è un comune francese di 89 abitanti situato nel dipartimento della Creuse nella regione della Nuova Aquitania.

## Società

### Evoluzione demografica
Abitanti censiti